# Федин, Василий Викторович

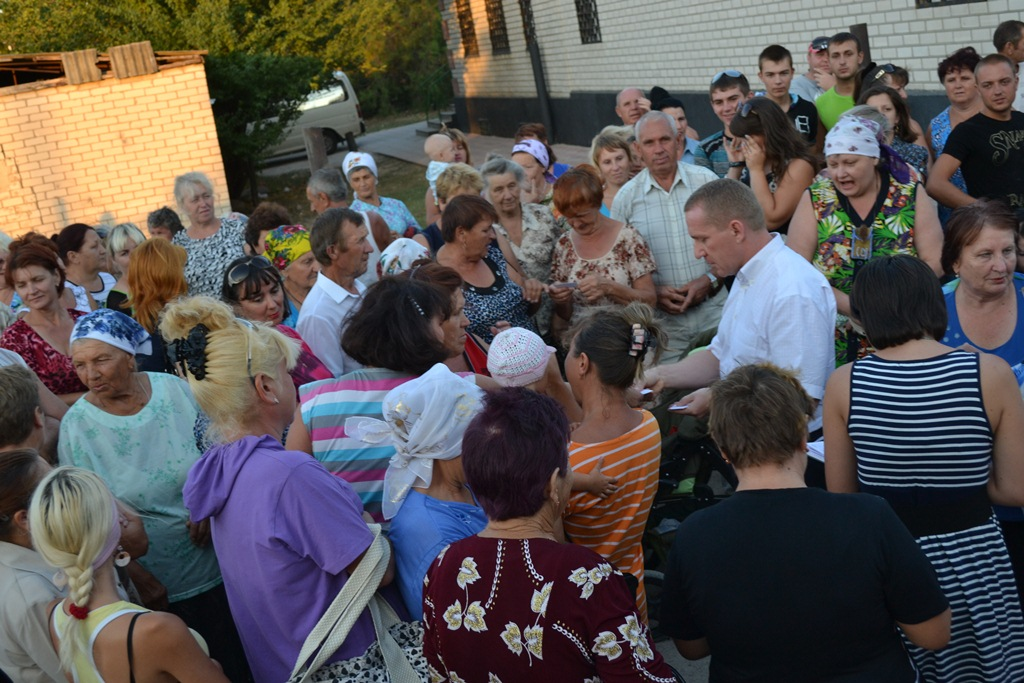
Василий Федин на встречах с херсонцами

Василий Викторович Федин (укр. Василь Вікторович Федін; род. 2 ноября 1968, Кривой Рог, Днепропетровская область) — украинский политик и предприниматель, депутат Херсонского городского совета с 2006 года, генеральный директор Херсонского судостроительного завода.

## Биография
Из рабочей семьи, родился в г. Кривой Рог. Отец, Виктор Дмитриевич, 25 лет проработал бурильщиком и взрывником на шахте, мать — строитель. Василий Федин получил четыре высших образования, в том числе, закончил специальность «корабли и океанотехника» в Херсонском филиале Национального университета кораблестроения имени адмирала Макарова (в 2010 г.).
Трудовая деятельность:
- 1986 — работал трубоукладчиком в передвижной механизированной колонне № 555 треста «Криворожсельстрой».
- 1989—1991 — работа в органах ЛКСМУ, Днепровский союз молодёжи.
- 1993—1997 — работал заместителем начальника, начальником Терновского отдела Криворожского филиала Днепропетровского коммерческого банка «Приватбанк».
- 1997—2003 — начальник финансового отдела, заместитель председателя правления по экономике и финансам ОАО «Центральный ГОК».
- 2003—2005 — директор по инвестициям и корпоративным правам ОАО «ДМЗ им. Петровского».
- 2011—2012 — президент ПАО «Николаевский судостроительный завод "Океан"». За время его работы объём производства предприятия вырос в 7,6 раза (с 846,5 тыс грн в октябре 2011 года до 6 млн 440 тыс грн в апреле 2012 года).
- С 2005 года по сегодняшний день — генеральный директор ОАО «Херсонский судостроительный завод».

На 2012 год — Херсонский судостроительный завод — наибольшее предприятие Херсона, которое обеспечивает самый весомый взнос в экономику города, 40 % всего объёма судостроения Украины производится на ХСЗ.
В 2011 году ХСЗ заключили самый крупный в истории независимой Украины контракт на строительство трёх полнокомплектных танкеров. ХСЗ сегодня — единственное предприятие на Украине, ведущее строительство полнокомплектных танкеров и сухогрузных судов.

## Политическая деятельность
Политическая карьера Василия Федина началась в конце 2005 года, когда он вступил в Блок Юлии Тимошенко.
В марте 2006 года его избирают депутатом Херсонского городского совета по спискам БЮТ, где он становится председателем постоянной комиссии по вопросам планирования, финансов, бюджета и социально-экономического развития. Также он становится руководителем отделения БЮТ Комсомольского района г. Херсона.
В декабре 2009 года Василий Федин оставляет БЮТ и вступает в Партию Регионов. При этом он сохраняет за собой должность главы бюджетной комиссии.
В октябре 2010 года Василий Федин снова избирается в Херсонский городской совет по списку Партии Регионов.
В 2012 году Василий Федин выдвигается кандидатом в депутаты ВР Украины по 183 мажоритарному избирательному округу и занимает второе место.
В настоящее время является руководителем Херсонской областной организации партии "Оппозиционный блок".

## Инцидент с убийством велосипедиста
6 октября 2013 года в г. Херсоне Василий Федин за рулем служебного автомобиля совершил наезд на велосипедиста, который двигался в попутном направлении и начал пересекать проезжую часть. В результате ДТП мужчина погиб на месте происшествия.
По данному факту 06.10.2013 ВР ДТП СУМВС Украины в Херсонской области внесены данные в ЕДДР с предварительной правовой квалификацией по ч. 2 ст. 286 УК Украины.
Какие-либо сведения о правовых последствиях инцидента для Василия Федина в открытых источниках отсутствуют.